# VIII Liceum Ogólnokształcące im. Adama Asnyka w Łodzi

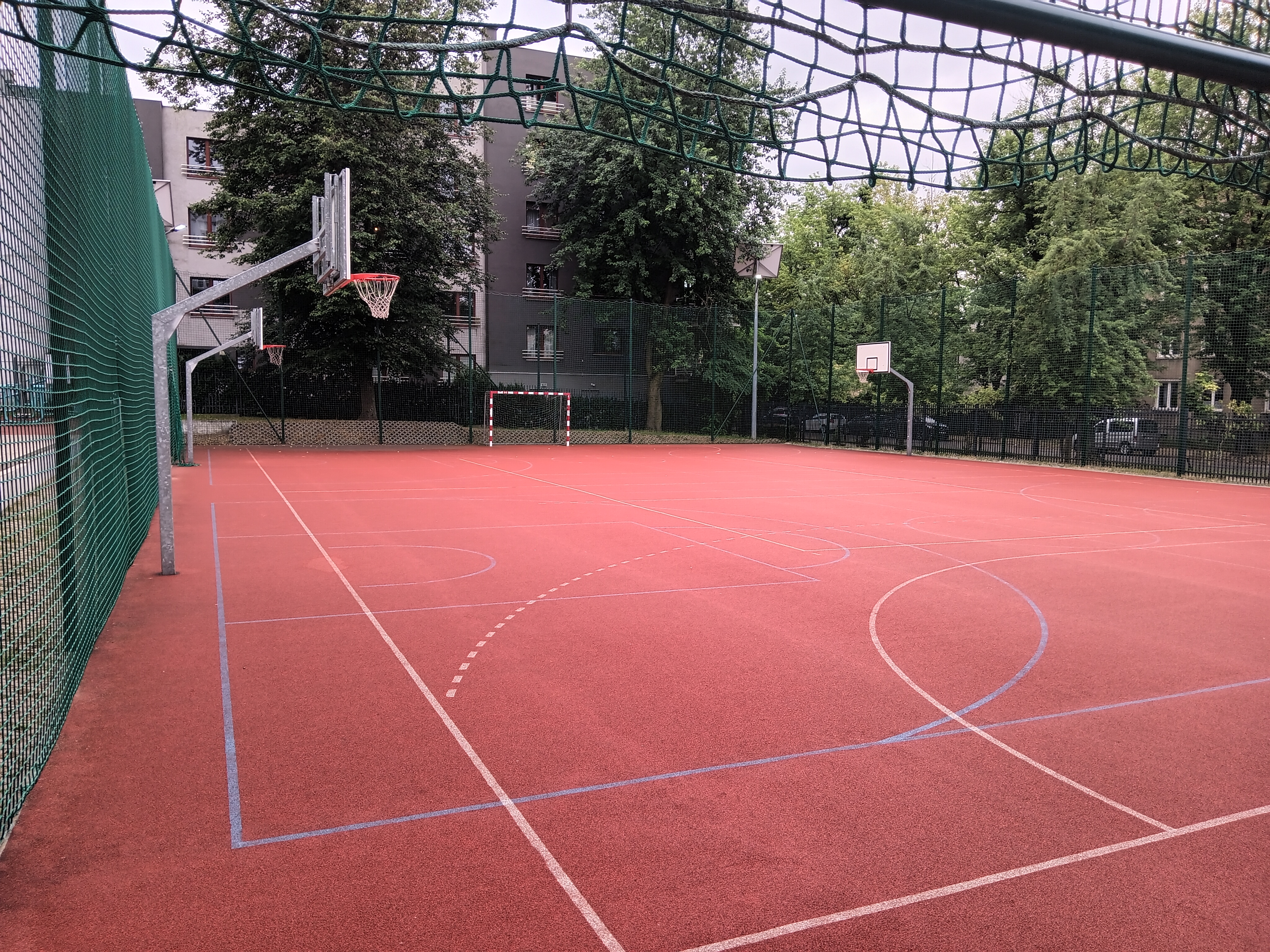
Boisko przy liceum

VIII Liceum Ogólnokształcące im. Adama Asnyka – publiczna szkoła średnia, znajdująca się przy ul. Pomorskiej 105 w Łodzi, powstała w 1945 roku w miejscu dawnego Społecznego Polskiego Gimnazjum Męskiego.
Placówka jako jedyna w województwie łódzkim na tym etapie edukacyjnym prowadzi klasy dwujęzyczne z wykładowym językiem niemieckim. Klasy humanistyczne oraz biologiczno-chemiczne są objęte patronatem Katedry Filologii Klasycznej oraz Wydziału Biologii i Ochrony Środowiska Uniwersytetu Łódzkiego.

## Dyrektorzy
- 1945–1965 – Józef Cyganowski
- 1965–1967 – Janina Zmarz
- 1967–1991 – Zbigniew Sodolski
- 1991–2004 – Anna Garmulewicz-Polińska (założyła klasy dwujęzyczne)
- 2004–2009 – Jolanta Woźniakowska
- 2009−2013 – Elżbieta Ździebło
- od roku 2013 – Anna Panek

## Znani absolwenci
- Wojciech Katner[2] (1967) – działacz państwowy, prawnik, harcmistrz;
- Łukasz Konieczny[3] – śpiewak operowy;
- Krzysztof Kwiatkowski[potrzebny przypis] (1952) – pedagog resocjalizacyjny, survivalowiec;
- Milena Lisiecka[3] – aktorka teatralna;
- Stanisław Mikulski[4] (1950) – aktor filmowy i teatralny;
- Maria Magdalena Starzycka (1956) – pisarka i tłumaczka[5]
- Cezary Szczepaniak[2] (1952) – teoretyk i konstruktor pojazdów;
- Marcel Szytenchelm[3] – aktor, reżyser i animator kultury;
- Andrzej Udalski[2] (1975) – astronom;
- Sławosz Uznański-Wiśniewski[2] – inżynier elektronik, naukowiec, astronauta;
- Anna Walczak[3] – aktorka i wokalistka teatralno-musicalowa, primadonna Teatru Muzycznego w Łodzi;
- Mariusz Wilczyński[3] –  performer, wykładowca animacji PWSFTviT, realizator wideoklipów;
- Izumi Yoshida[6] (2009) – reżyserka i scenarzystka filmów animowanych;
- Janusz Zasłonka[2] (1952) – kardiochirurg;
- Tomasz Zimoch[3][4] (1976) – dziennikarz, komentator sportowy, polityk.